# 刘方宁
刘方宁（韓語：유방녕，1957年6月24日—），韩国中餐厨师，韩国首尔广场酒店“桃园”餐厅总厨房长，仁川“鑫”餐厅及首尔“晚秋”餐厅总厨房长。

## 个人经历
刘方宁的祖籍是中国山东省，祖父于清末来到韩国谋生。刘方宁曾表示，自己仍是中华民国无户籍国民。
刘方宁的祖父在韩国以中餐起家，至刘方宁已是第三代。他传承家门秘方，开创了韩国中餐四大门派之一的“雅叙园派”。其烹饪风格以擅长调节火候及私房酱料为主。由于曾在广场酒店任职的关系，有机会结识各界名流，前任韩国总统全斗焕曾表示喜欢他烹饪的鱼翅，亦招待过尼克松、郑周永、具本茂等政商界要人。
刘方宁在韩国与较早于电视露面的李连福、吕敬来齐名，但年龄稍长。刘方宁的弟弟刘方远亦是厨师，而儿子也从航空相关的职业转行，继承厨师事业。